# The Shortening Winter's Day is near a Close
The Shortening Winter's Day is near a Close, sedan 2008 även känd som Beneath the Snow Encumbered Branches, är en oljemålning av den skotske konstnären Joseph Farquharson. 
Motivet är vanligt på julkort. Platsen är sannolikt på konstnärens gods i Finzean i Aberdeenshire.
Den finns i åtminstone tre versioner. Den största (117 x 171 cm) målades 1903 och är sedan 1922 utställd på Lady Lever Art Gallery i Liverpool. En mindre (82 x 119 cm) kopia, som målades strax därefter, är i privat ägo.
En tredje version (som bilden visar) är än mindre, kan ha tillkommit tidigare och ställts ut på Royal Academy of Arts redan 1901. Det är okänt var den finns idag, den ställdes ut igen på 1960-talet och inköptes då av en privat samlare. Den återkom på offentlig utställning 2008, och såldes i slutet av november samma år på auktion.